# Pro League 2024-2025
La  Pro League 2024-2025, anche nota come Jupiler Pro League 2024-2025 per motivi di sponsorizzazione, è stata la 122ª stagione della massima serie del campionato belga di calcio. È iniziata il 26 luglio 2024 per terminare il 29 maggio 2025. Il Club Bruges era la squadra campione in carica.
La competizione è stata vinta dall'Union Saint-Gilloise, al suo dodicesimo titolo nazionale.

## Stagione

### Novità
Dalla stagione precedente sono retrocessi Eupen e RWDM47, ultime due classificate del play-off 3. Al loro posto dalla Challenger Pro League sono state promosse le prime due classificate Beerschot VA e Dender, rispettivamente dopo due e quindici anni di assenza dalla massima serie.

### Formula
Le 16 squadre giocano un girone all'italiana con partite di andata e ritorno, per un totale di 30 giornate. Al termine della stagione regolare le prime 6 squadre si qualificano per il play-off 1, per il titolo e alcuni piazzamenti nelle competizioni UEFA, mentre le squadre dal settimo al dodicesimo posto si qualificano per il play-off 2, per ulteriori posti nelle competizioni continentali. Le ultime quattro classificate si qualificano invece per il play-off 3, che prevede due retrocessioni e una squadra che gioca uno spareggio promozione/retrocessione contro la terza della Challenger Pro League.

## Squadre partecipanti
| Club                 | Città                    | Stadio                         | Stagione precedente         |
| -------------------- | ------------------------ | ------------------------------ | --------------------------- |
| Anderlecht           | Anderlecht (Bruxelles)   | Stadio Constant Vanden Stock   | 3° in Pro League            |
| Anversa              | Anversa                  | Bosuilstadion                  | 6° in Pro League            |
| Beerschot VA         | Anversa                  | Stadio Olimpico (Anversa)      | 1° in Challenger Pro League |
| Cercle Bruges        | Bruges                   | Stadio Jan Breydel             | 4° in Pro League            |
| Charleroi            | Charleroi                | Stade du Pays de Charleroi     | 13° in Pro League           |
| Club Bruges          | Bruges                   | Stadio Jan Breydel             | Campione del Belgio         |
| Dender               | Denderleeuw              | Van Roystadion                 | 2° in Challenger Pro League |
| Genk                 | Genk                     | Luminus Arena                  | 5° in Pro League            |
| Gent                 | Gand                     | Ghelamco Arena                 | 7° in Pro League            |
| Kortrijk             | Courtrai                 | Guldensporenstadion            | 14° in Pro League           |
| Malines              | Malines                  | Argosstadion Achter de Kazerne | 8° in Pro League            |
| OH Lovanio           | Lovanio                  | Den Dreef                      | 10° in Pro League           |
| Sint-Truiden         | Sint-Truiden             | Stayen                         | 9° in Pro League            |
| Standard Liegi       | Liegi                    | Sclessin Stadion               | 12° in Pro League           |
| Union Saint-Gilloise | Saint-Gilles (Bruxelles) | Stade Joseph Marien            | 2° in Pro League            |
| Westerlo             | Westerlo                 | Het Kuipje                     | 11° in Pro League           |

## Allenatori e primatisti
| Squadra              | Allenatore                                                                                             | Calciatore più presente | Cannoniere |
| -------------------- | --- | ----------------------- | ---------- |
| Anderlecht           | Brian Riemer (1-8) David Hubert (9-)                                                                   |                         |            |
| Anversa              | Jonas De Roeck                                                                                         |                         |            |
| Beerschot            | Dirk Kuijt                                                                                             |                         |            |
| Cercle Bruges        | Miron Muslic (1-16) Jimmy De Wulf (ad interim,17) Ferdinand Feldhofer (18-30) Jimmy De Wulf (play-off) |                         |            |
| Charleroi            | Rik De Mil                                                                                             |                         |            |
| Club Bruges          | Nicky Hayen                                                                                            |                         |            |
| Dender               | Vincent Euvrard                                                                                        |                         |            |
| Genk                 | Thorsten Fink                                                                                          |                         |            |
| Gent                 | Wouter Vrancken (1-22) Danijel Milićević (ad interim,23-)                                              |                         |            |
| Kortrijk             | Freyr Alexandersson (1-18) Yves Vanderhaeghe (19-26) Bernd Storck (27-)                                |                         |            |
| Malines              | Besnik Hasi                                                                                            |                         |            |
| OH Lovanio           | Óscar García (1-15) Hans Somers (ad interim,15-16) Chris Coleman (17-)                                 |                         |            |
| Sint-Truiden         | Christian Lattanzio (1-7) Felice Mazzù (8-)                                                            |                         |            |
| Standard Liegi       | Ivan Leko                                                                                              |                         |            |
| Union Saint-Gilloise | Sébastien Pocognoli                                                                                    |                         |            |
| Westerlo             | Timmy Simons                                                                                           |                         |            |

## Stagione regolare

### Classifica
Aggiornata al 3 marzo 2025
|  | Pos. | Squadra              | Pt | G  | V  | N  | P  | GF | GS | DR  |
|  | ---- | -------------------- | -- | -- | -- | -- | -- | -- | -- | --- |
|  | 1.   | Genk                 | 68 | 30 | 21 | 5  | 4  | 55 | 33 | +22 |
|  | 2.   | Club Bruges          | 59 | 30 | 17 | 8  | 5  | 65 | 35 | +29 |
|  | 3.   | Union Saint-Gilloise | 55 | 30 | 15 | 10 | 5  | 49 | 25 | +24 |
|  | 4.   | Anderlecht           | 51 | 30 | 15 | 6  | 9  | 50 | 27 | +23 |
|  | 5.   | Anversa              | 46 | 30 | 12 | 10 | 8  | 47 | 32 | +15 |
|  | 6.   | Gent                 | 45 | 30 | 11 | 12 | 7  | 41 | 33 | +8  |
|  | 7.   | Standard Liegi       | 39 | 30 | 10 | 9  | 11 | 22 | 35 | -13 |
|  | 8.   | Malines              | 38 | 30 | 10 | 8  | 12 | 45 | 40 | +5  |
|  | 9.   | Westerlo             | 37 | 30 | 10 | 7  | 13 | 50 | 49 | +1  |
|  | 10.  | Charleroi            | 37 | 30 | 10 | 7  | 13 | 36 | 36 | 0   |
|  | 11.  | OH Lovanio           | 37 | 30 | 8  | 13 | 9  | 28 | 33 | +5  |
|  | 12.  | Dender               | 32 | 30 | 8  | 8  | 14 | 33 | 51 | -18 |
|  | 13.  | Cercle Bruges        | 32 | 30 | 7  | 11 | 12 | 29 | 44 | -15 |
|  | 14.  | Sint-Truiden         | 31 | 30 | 7  | 10 | 13 | 41 | 56 | -15 |
|  | 15.  | Kortrijk             | 26 | 30 | 7  | 5  | 18 | 28 | 55 | -27 |
|  | 16.  | Beerschot VA         | 18 | 30 | 3  | 9  | 18 | 26 | 60 | -34 |

Legenda:
      Ammesse ai Play-off 1
      Ammesse ai Play-off 2
      Ammesse ai Play-off retrocessione
Regolamento:
Tre punti per la vittoria, uno per il pareggio, zero per la sconfitta.
La classifica viene stilata secondo i seguenti criteri:
- Punti conquistati
- Partite vinte
- Differenza reti generale
- Reti totali realizzate
- Reti realizzate fuori casa
- Partite vinte in trasferta
- Spareggio

## Playoff

### Champions' Play-offs
I Champions' Play-offs decideranno la vincitrice del titolo nazionale. Le prime sei classificate della stagione regolare sono qualificate in un torneo round-robin, partendo con la metà dei punti conquistati nella fase precedente, arrotondati per eccesso. In caso di parità di classifica al termine della fase playoff si sottraggono prima gli eventuali mezzi punti guadagnati.
Le prime tre classificate al termine di questa fase conseguiranno l'accesso ai tornei europei, mentre la quarta disputerà uno spareggio per accedere alle coppe europee.

#### Classifica Champions' Play-offs
|  | Pos. | Squadra              | Pt | G  | V  | N  | P  | GF | GS | DR  |
|  | ---- | -------------------- | -- | -- | -- | -- | -- | -- | -- | --- |
|  | 1.   | Union Saint-Gilloise | 56 | 40 | 24 | 11 | 5  | 71 | 28 | +43 |
|  | 2.   | Club Bruges          | 53 | 40 | 24 | 10 | 6  | 86 | 42 | +44 |
|  | 3.   | Genk                 | 47 | 40 | 25 | 6  | 9  | 69 | 44 | +24 |
|  | 4.   | Anderlecht           | 36 | 40 | 18 | 7  | 15 | 62 | 40 | +22 |
|  | 5.   | Anversa              | 32 | 40 | 14 | 13 | 13 | 57 | 50 | +7  |
|  | 6.   | Gent                 | 26 | 40 | 12 | 12 | 16 | 45 | 65 | -20 |

Legenda:
      Campione del Belgio e ammessa alla UEFA Champions League 2025-2026
      Ammessa alla UEFA Champions League 2025-2026 (3º turno prel.)
      Ammessa alla UEFA Europa League 2025-2026 (3º turno prel.)
      Ammessa allo spareggio
Regolamento:
Tre punti per la vittoria, uno per il pareggio, zero per la sconfitta.
La classifica viene stilata secondo i seguenti criteri:
- Punti conquistati
- Partite vinte
- Differenza reti generale
- Reti totali realizzate
- Reti realizzate fuori casa
- Partite vinte in trasferta
- Spareggio

### European Play-offs
Gli European Play-offs verranno disputati dalle squadre classificate dalla 7ª alla 12ª posizione della stagione regolare, con un torneo round-robin, partendo con la metà dei punti conquistati nella fase precedente, arrotondati per eccesso. In caso di parità di classifica al termine della fase playoff si sottraggono prima gli eventuali mezzi punti guadagnati.
La prima classificata al termine di questa fase conseguirà la possibilità di giocarsi uno spareggio contro la 4ª classificata dei Champions' Play-offs per accedere alle coppe europee.

#### Classifica European Play-offs
|  | Pos. | Squadra        | Pt | G  | V | N | P | GF | GS | DR |
|  | ---- | -------------- | -- | -- | - | - | - | -- | -- | -- |
|  | 1.   | Charleroi      | 40 | 10 | 6 | 3 | 1 | 19 | 10 | +9 |
|  | 2.   | Westerlo       | 33 | 10 | 3 | 5 | 2 | 19 | 16 | +3 |
|  | 3.   | Malines        | 31 | 10 | 2 | 6 | 2 | 17 | 17 | 0  |
|  | 4.   | Dender         | 29 | 10 | 3 | 4 | 3 | 20 | 21 | -1 |
|  | 5.   | Standard Liegi | 27 | 10 | 0 | 7 | 3 | 5  | 8  | -3 |
|  | 6.   | OH Lovanio     | 27 | 10 | 1 | 5 | 4 | 11 | 19 | -8 |

Legenda:
      Ammessa allo spareggio
Regolamento:
Tre punti per la vittoria, uno per il pareggio, zero per la sconfitta.
La classifica viene stilata secondo i seguenti criteri:
- Punti conquistati
- Partite vinte
- Differenza reti generale
- Reti totali realizzate
- Reti realizzate fuori casa
- Partite vinte in trasferta
- Spareggio

##### Spareggio
| 29 maggio 2025 |       |           |
| Anversa        | 1 - 2 | Charleroi |

Charleroi qualificato alla UEFA Conference League 2025-2026.

### Relegation Play-offs
Le ultime quattro classificate della stagione regolare disputano un torneo round-robin con i punti totalizzati nella stagione regolare, di cui le ultime due verranno retrocesse nella Challenger Pro League 2025-2026, mentre la seconda classificata dovrà disputare uno spareggio finale contro la vincitrice della Promotion Play-offs, e la vincitrice resterà in Pro League.

#### Classifica Relegation Play-offs
|  | Pos. | Squadra       | Pt | G | V | N | P | GF | GS | DR |
|  | ---- | ------------- | -- | - | - | - | - | -- | -- | -- |
|  | 1.   | Sint-Truiden  | 41 | 6 | 3 | 1 | 2 | 9  | 10 | -1 |
|  | 2.   | Cercle Bruges | 39 | 6 | 2 | 1 | 3 | 10 | 13 | -3 |
|  | 3.   | Kortrijk      | 37 | 6 | 3 | 2 | 1 | 12 | 8  | +4 |
|  | 4.   | Beerschot VA  | 24 | 6 | 2 | 0 | 4 | 10 | 10 | 0  |

Legenda:
      Ammessa allo spareggio retrocessione
      Retrocessa in Challenger Pro League 2025-2026
Regolamento:
Tre punti per la vittoria, uno per il pareggio, zero per la sconfitta.
La classifica viene stilata secondo i seguenti criteri:
- Punti conquistati
- Partite vinte
- Differenza reti generale
- Reti totali realizzate
- Reti realizzate fuori casa
- Partite vinte in trasferta
- Spareggio

#### Spareggio promozione-retrocessione

##### Playoff
Tabellone
|  | Semifinali | Semifinali    | Semifinali | Semifinali | Semifinali |  |  | Finale | Finale        | Finale | Finale | Finale |  |
|  |            |               |            |            |            |  |  |        |               |        |        |        |  |
|  | 4          | SK Beveren    | 2          | 1          | 3          |  |  |        |               |        |        |        |  |
|  | 5          | Patro Eisden  | 3          | 2          | 5          |  |  | 5      | Patro Eisden  | 2      | 1      | 3      |  |
|  | 3          | RWDM47        | 0          | 3          | 3          |  |  | 7      | Lokeren-Temse | 1      | 1      | 2      |  |
|  | 7          | Lokeren-Temse | 2          | 2          | 4          |  |  |        |               |        |        |        |  |

##### Spareggio
| Squadra 1    | Totale | Squadra 2     | Andata | Ritorno |
| ------------ | ------ | ------------- | ------ | ------- |
| Patro Eisden | 2 - 8  | Cercle Bruges | 1 - 5  | 1 - 3   |